# Chaemuaset

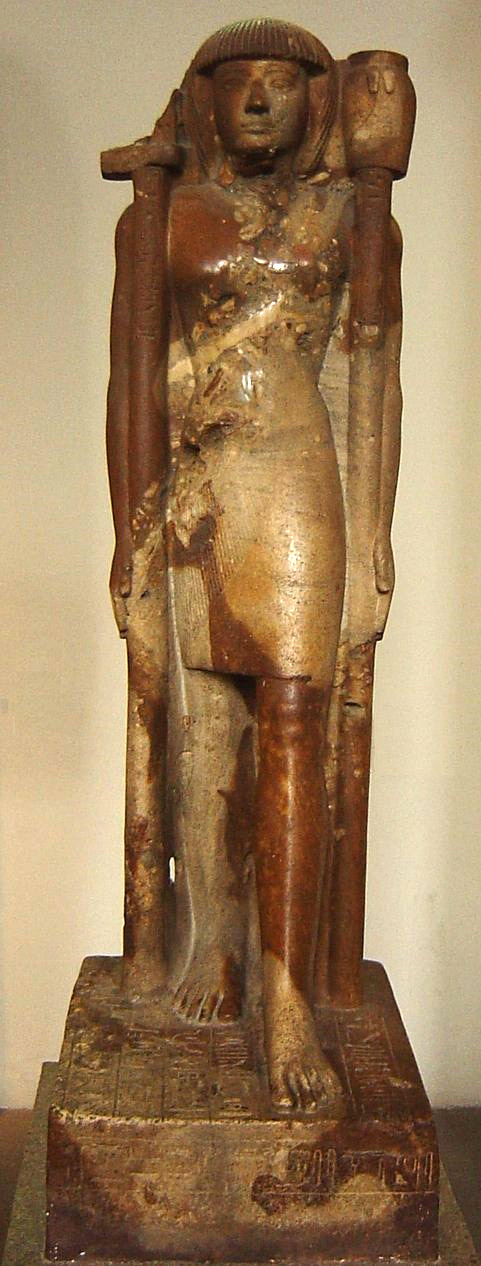
Chaemuaset, ze zbiorów Muzeum Brytyjskiego

Chaemuaset (zm. 1225/1224 p.n.e.) – książę i następca tronu starożytnego Egiptu, syn Ramzesa II i królowej Isetnofret, odnowiciel zabytków memfickich.
Był czwartym z kolei synem władcy i jego drugim ze związku z Isetnofret. Był również ulubionym synem Ramzesa, po śmierci starszego brata został przez ojca ustanowiony następcą tronu. Piastował godności Wielkiego Kapłana Ptaha i Wielkorządcy Memfis. Miał 5 lat, kiedy ojciec zabrał go na wyprawę wojenną do Nubii. Z kultem Ptaha związany był od ok. 15 roku panowania Ramzesa II, początkowo jako kapłan sem. Jako arcykapłan celebrował 9 pierwszych jubileuszy (świąt sed) swojego ojca. Niewątpliwie bardzo kochał swoją matkę, której wystawił wiele pomników w Memfis.
Był "człowiekiem wielkiej kultury" (Grimal), studiował hieroglify papirusów teologicznych, annały i dzieje przodków oraz nauki tajemne, sprawdzał poprawność list władców, rekonstruował i uzupełniał inskrypcje. Wybudował w Memfis Serapeum – ogromny, podziemny grobowiec dla mumii świętych byków, kolejnych wcieleń boga Apisa. Odnowił i ponownie ustawił monumenty wcześniejszych władców m.in. Kawaba, Szepseskafa, Sahure, Niuserre Ini. Dokonał również odnowy piramidy Unisa w Sakkara. Nazywany współcześnie "pierwszym archeologiem" ze względu na swoje zainteresowania i duży wkład w odkrywaniu pamiątek przeszłości oraz renowację zabytków staroegipskich.
Zmarł jeszcze przed ojcem w 55. roku jego panowania w wieku ok. 55 lat.